# Pogonatum subulatum
Pogonatum subulatum är en bladmossart som beskrevs av Bridel 1827. Pogonatum subulatum ingår i släktet grävlingmossor, och familjen Polytrichaceae. Inga underarter finns listade i Catalogue of Life.